# 코르들리에
인간과 시민의 권리 정우결사(프랑스어: Société des Amis des droits de l’homme et du citoyen), 별칭 클뢰브 데 코르들리에(프랑스어: Club des Cordeliers)는 프랑스 혁명기의 인민 결사다.

## 역사
클럽은 코르들리에 수도원에서 처음으로 회의를 열었다. 코르들리에는 프랑스에서 프란체스코 교파에 부여된 이름이다. 현재 수도원은 의대 해부학 듀푸이트란 미술관으로 사용되고 있다.
이 클럽은 카미유 데뮬랭이 “자유가 침해되지 않은 유일한 성소”라는 파리의 유명한 급진 지역인 코르들리에 지구를 기원으로 하고 있다. 조르주 당통이 이끄는 이 지구는 바스티유 감옥 습격 사건에서 중요한 역할을 했으며, 당통 자신과 데뮬랭, 장 폴 마라 등 1790년 1월 유명한 혁명의 지도자들의 근거지이도 했다. 일원에 의해 형성되었고, 그것은 헌법제정 국민의회가 파리 60 지구를 폐지하고 48 세그먼트를 새로 설치한 것이다 (1790년 5월 21일).
클럽은 마찬가지로 군주제와 구체제에 대한 혁명적인 수단을 장려하는 노력을 했고, 특히 자유(Liberté), 평등(égalité), 박애(fraternité)라는 표어를 보급시키는 역할을 했다. 1791년 5월, 그에 따라 마르키 드 기샤루단의 군대 연설이 있었다. 클럽의 영향을 특히 발휘한 것은 파리의 식량을 확보하는 결정이었던 혁명군 창설안과 이성 숭배의 창설 안이다.
그 위원회는 1792년 6월 20일과 8월 10일 군주제 개혁운동에 적극 동참했다. 그러나 그 이후 절충파 클럽 지도자인 조르주 당통, 파브르 데그란틴, 카미유 데뮬랭(당통파 또는 반혁명파로 알려진 Indulgents라는 그룹을 형성)이 참가를 중단했으며, 클럽은 자크 르네 에베르, F. N. 빈센트, C. P. H 론산, A. F. 모모로 같은 공포 정치의 강화를 요구했던 혁명가들이 장악하게 되었다. 이 혁명가들은 산악파의 좌익이 되는 에베르파를 형성했다.
이미 에베르파가 장악하고 있는 코르들리에 클럽은 공포 정치를 끝내고 싶었던 혁명가들의 저항에 부딪혔다. 특히 당통과 카미유 데뮬랭은 잡지를 통해 일어났다. 데뮬랭은 잡지 《르 페레 뒤시느》에 대항하여 《르 뷔유 코르들리에》를 1793년 12월에 창간하였다. 이 온화한 혁명가는 방데 진압군 소속 프랑스와 조제프 웨스터만 장군의 지원을 받고 있었지만, 모두가 인도주의적 고려를 동기로 하고 있었던 것은 아니었다. 파브르 데그란팅 또는 프랑수아 샤보 같은 인물은 그들 자신과 타협하여 공포 정치의 가혹함에 고생한 그들의 생활을 염려했다. 클럽은 당통과 데뮬랭을 축출했고, 로베스피에르는 그들이 온건하다는 이유로 비판했다. 클럽이 획책한 새로운 반란은 실패했고, 그 지도자들은 1794년 3월 24일 단두대에 처형을 당했으며, 그날부터 클럽은 폐쇄되었다.

## 참고 문헌
- Hammersley, Rachel. French Revolutionaries and English Republicans: The Cordeliers Club 1790-1794. Rochester: Boydell & Brewer Inc., 2005.